# Count Five
Count Five war eine Garagerock-Band aus San José (Kalifornien).

## Bandgeschichte
John „Mouse“ Michalski und Kenn Ellner gründeten 1964 in San Jose The Squires. Nach einer kurzen Zeit unter diesem Namen und einigen Line-Up-Experimenten fand sich mit John Byrne, Roy Chaney und Craig „Butch“ Atkinson eine feste Besetzung und man nannte sich in Count Five um. John Byrne, dessen Spitzname Sean war, spielte bereits früher in Dublin mit der Band The Scorpions. Die Band trat zuerst in Dracula-Kostümen auf. 1966 veröffentlichten sie das Album Psychotic Reaction und hatten im Herbst einen Auftritt in Folge #1748 der Fernsehshow American Bandstand, die am 12. November 1966 ausgestrahlt wurde. Sie spielten daraufhin mehrere Gigs, unter anderem mit The Animals und Iron Butterfly, und traten im amerikanischen Fernsehen auf. Bis zum Jahr 1969 veröffentlichten sie noch mehrere Singles, bis sie sich dann auflösten.
1972 erschien der Sampler Nuggets: Original Artyfacts from the First Psychedelic Era, 1965–1968, auf den Psychotic Reaction mit aufgenommen wurde. Der Sampler steigerte den Bekanntheitsgrad der Band, mehrere Bootlegs und Wiederveröffentlichungen des Debütalbums erschienen seitdem.
Die Band kam am 11. April 1987 für ein Reunionkonzert wieder zusammen. Die Aufnahmen wurden unter dem Namen Psychotic Reunion Live veröffentlicht. 1999 verstarb Atkinson.
Roy Chaney und John Byrne spielen seit 2002 unter dem Namen The Count zusammen. 2008 verstarb auch Byrne.

## Rezeption
Kritiker bezeichneten die Band als untalentiert, wenn man einmal von Kenn Ellners Stimme und gelegentlich Michalskis Leadgitarreneinsätzen absieht. Sie hatten mit ihrem Song Psychotic Reaction einen Top-Five-Hit in den US-Billboard-Charts 1966, der heute als ein Klassiker des Garagenrock gilt und der oft gecovert wurde, unter anderem von Tom Petty & the Heartbreakers, The Cramps und Joey Dee & the Starliters.

## Diskografie

### Alben
- Psychotic Reaction (1966)
- Psychotic Reunion Live (1987)

### Singles
- Psychotic Reaction / They’re Gonna Get You (1966)
- Peace of Mind / The Morning After (1966)
- Teeny Bopper, Teeny Bopper / You Must Believe Me (1967)
- Contrast / Merry-Go-Round (1967)
- Declaration of Independence / Revelation in Slow Motion (1968)
- Mailman / Pretty Big Mouth (1969)